# The Matrix: Path of Neo
The Matrix: Path of Neo (engl. etwa: Neos Weg, genau „Pfad von Neo“) ist ein von Shiny Entertainment entwickeltes und am 8. November 2005 von Atari SA veröffentlichtes Computerspiel. Der Spieler kann Neos Erlebnisse vom ersten bis zum dritten Matrix-Film nachspielen. Dabei sind die Steuerungs- und Kampfmöglichkeiten weitgehend wie beim Vorgänger Enter the Matrix. Das Spiel wurde weltweit über 6 Millionen Mal verkauft.
Gekämpft werden kann auf zahlreichen Arten. So geht es vom „einfachen“ aber effektvollsten Kampf mit Händen und Füßen über diverse Waffen wie Pistolen, Schrotflinten, Maschinengewehr, Granatwerfer bis zu Kämpfen mit Schwertern, Besen, Stöcken etc. Neo baut mit fortlaufendem Spiel seine Fähigkeiten aus und erlernt neue Kampftechniken.

## Die Handlung
Die eigentliche Handlung beginnt in Neos Büro, wo er vor Sicherheitskräften und Agenten (wie im Film) fliehen muss. Hier hat Neo noch keinerlei besondere Fähigkeiten. Gleich am Anfang gibt es zwei verschiedene Wege.
1. Man wird festgenommen und bekommt wie im Film eine Wanze eingepflanzt
2. Man schafft es bis auf die Straße und wird dort von Trinity abgeholt

Schließlich durchläuft der Spieler einige Trainingslevel (im Film nur durch einige Sekunden, in denen Neo trainiert, angedeutet) und lernt dort die ersten Kampftechniken und den Fokus bzw. Bullet Time. Zum Ende kämpft man gegen Morpheus.
Vor dem letzten Level erscheint ein kurzer Spot mit zwei Männchen, welche die Wachowskis darstellen. Sinngemäß geben sie folgendes Statement ab:

„Im Film muss Neo verlieren um gewinnen zu können. Aber für ein Videospiel ist das irgendwie langweilig! Daher haben wir uns gedacht, es sollte einen 15-minütigen Showdown gegen einen Mega-Smith geben, der aus allen kleinen Smith besteht.“

Alle Schrottteile der Stadt vereinigen sich zu einem hochhaushohen Smith. Der Kampf folgt dem üblichen Muster eines Kampfes gegen einen Endgegner: der Spieler muss den Schlägen Smiths ausweichen und im richtigen Moment eine Attacke fliegen – nach einigen Wiederholungen ist das Spiel beendet.
Besonders erwähnenswert sind auch die Kampf-Kombos, die sich mit Klingenwaffen durchführen lassen. Bemängelt wurde allerdings die Führung des europäischen Langschwertes: dieses wird im Spiel teils wie ein Florett verwendet. Kritiker bemängelten, man hätte auch europäische Kampftechniken aus dem Mittelalter in das Spiel integrieren können.

## Verfügbare Waffen
Im Spiel sind viele, teils real existierende Waffen freischaltbar. Dazu gehören:
- Die doppelläufige Schrotflinte entspricht einer klassischen Schrotflinte, besitzt jedoch eine sehr begrenzte Anzahl an Munition, weshalb sie sparsam eingesetzt werden sollte.
- Die Maschinenpistole wird zwar auch von den Agenten verwendet, kann jedoch von Neo aufgenommen werden, wenn er Gegner oder Gehilfen der Agenten (Polizisten, Wachpersonal etc.) besiegt. Neo kann auch zwei Maschinenpistolen gleichzeitig benutzen.
- Das amerikanische M16-Gewehr stellt das Standardgewehr der US-Armee dar. Besonders in späteren Leveln kann man diese sehr schlagkräftige Waffe gegen Agent Smith einsetzen.
- Die Agentenpistole ist eine nicht näher definierte Waffe, die einer Walther P99 vom Aussehen her nachempfunden wurde. Sie sieht aus wie eine P99, hat aber die Größe und Schussfolge einer Desert Eagle.
- Der schwere Granatwerfer wird von Neo sehr spärlich eingesetzt, weil er nur sehr begrenzte Munition besitzt. Unter anderem kann man diese Waffe gegen Agent Smith im Endkampf verwenden.
- Der klassisch anmutende Revolver taucht im Spiel zwar sehr selten auf, kann mit etwas Glück jedoch einem Polizisten abgenommen werden.
- Der Bō ist eine klassische Waffe des Kobudo und stammt aus Japan. Er zerbricht im Spiel, wenn er zu oft gegen harte Gegenstände geschleudert wird.
- Die Axt ist eine uralte, aber trotzdem effektive Waffe, die sich auch gut gegen Schwertkämpfer einsetzen lässt.
- Der Armleuchter ist zwar eigentlich eine Lampe, er lässt sich aber auch als Nahkampfwaffe im Chateau des Merowingers einsetzen. Der Armleuchter eignet sich eher gegen schlecht oder gar nicht bewaffnete Gegner (wie z. B. einige Schläger oder Gehilfen des Merowingers).
- Die Kama ist eine aus Japan stammende, sichelförmige Waffe, die sich gut dazu eignet, den Gegner mit gezielten Hieben zu besiegen.
- Das nicht näher genannte, dreiklingige Schwert (auch Tri-Blade Schwert) stammt offenbar aus China und eignet sich hervorragend dazu, um sowohl Schläge und Hiebe des Gegners abzuwehren als auch um exzellente Attacken ausführen zu können. Das Tri-Blade Schwert kann in den Leveln gefunden werden, die im Chateau des Merowingers spielen. Ob es diese Waffe in dieser Variante auch in der Realität gibt, ist unbekannt.
- Der chinesische Säbel (Dao) ist ebenfalls eine Waffe, die im Chateau verwendet werden kann. Der Säbel entspricht im Großen und Ganzen seinem europäischen Pendant.
- Der Speer ist eine der ältesten Waffen. Er tritt im Spiel allerdings nur in den ersten paar Leveln auf.
- Der mittelalterliche Morgenstern ist eine Hiebwaffe, die Gegner gegen die Wand schleudern kann.
- Das europäische Langschwert ist eine der größten Nahkampfwaffen, die im Spiel verfügbar sind. Es besitzt eine Wucht, mit der auch schwer bewaffnete Gegner im Nahkampf schnell bezwungen werden können. Im Gegensatz zu Realität kann man sich mit dem Langschwert im Spiel in bestimmten Situationen auch gegen den Beschuss durch Feuerwaffen schützen.
- Das japanische Samuraischwert (das Katana) ist dem europäischen Langschwert ähnlich, jedoch (zumindest im Spiel) sehr viel schärfer. Neo kann das Katana so schnell schleudern, dass es sogar die Waffen der Gegner zerstören kann. Das Katana wird im Spiel als Morpheus „Lieblingswaffe“ bezeichnet.